# Alle Farben
Alle Farben est le nom de scène de Frans Zimmer. Ce DJ et musicien allemand est né le 5 juin 1985 à Berlin ouest. Ses morceaux relèvent principalement de la Deep house et de la Tech house.

## Biographie
Frans Zimmer a grandi avec son frère Aaron à Berlin-Kreuzberg , quartier où il vit et travaille encore. Ses parents tiennent une brocante. Frans voulut d'abord faire des études supérieures d'arts plastiques. Il a cependant échoué au concours d'entrée à l'École des beaux-arts de Berlin. Il a commencé une formation de graphiste dans une école privée, formation qu'il quittera un an et demi plus tard. Il vivra alors de petits boulots, jusqu'à devenir pâtissier dans un café berlinois,. En parallèle, il peignait des cartes postales et des tableaux qu'il vendait pour des sommes modiques ou offrait à des amis.
En septembre 2009, il prit la décision de se concentrer sur la production de musique. Inspiré par l'artiste Friedensreich Hundertwasser , il s'appela d'abord "Hundert Farben", nom qu'il changea plus tard pour son nom de scène actuel "Alle Farben" ("Toutes les Couleurs"). Il a très vite atteint une plus grande audience avec sa musique. Il est surtout connu sur Soundcloud. Sa notoriété atteint un sommet en 2012, alors qu'il mixe devant environ 30 000 personnes lors de l'Electro Swing Club Open Air sur l'ancien aéroport de Tempelhof à Berlin. Frans Zimmer est produit depuis 2014 par le Label Devinette/b1 Recordings et il est en contrat avec l'éditeur Budde Music.

## Discographie

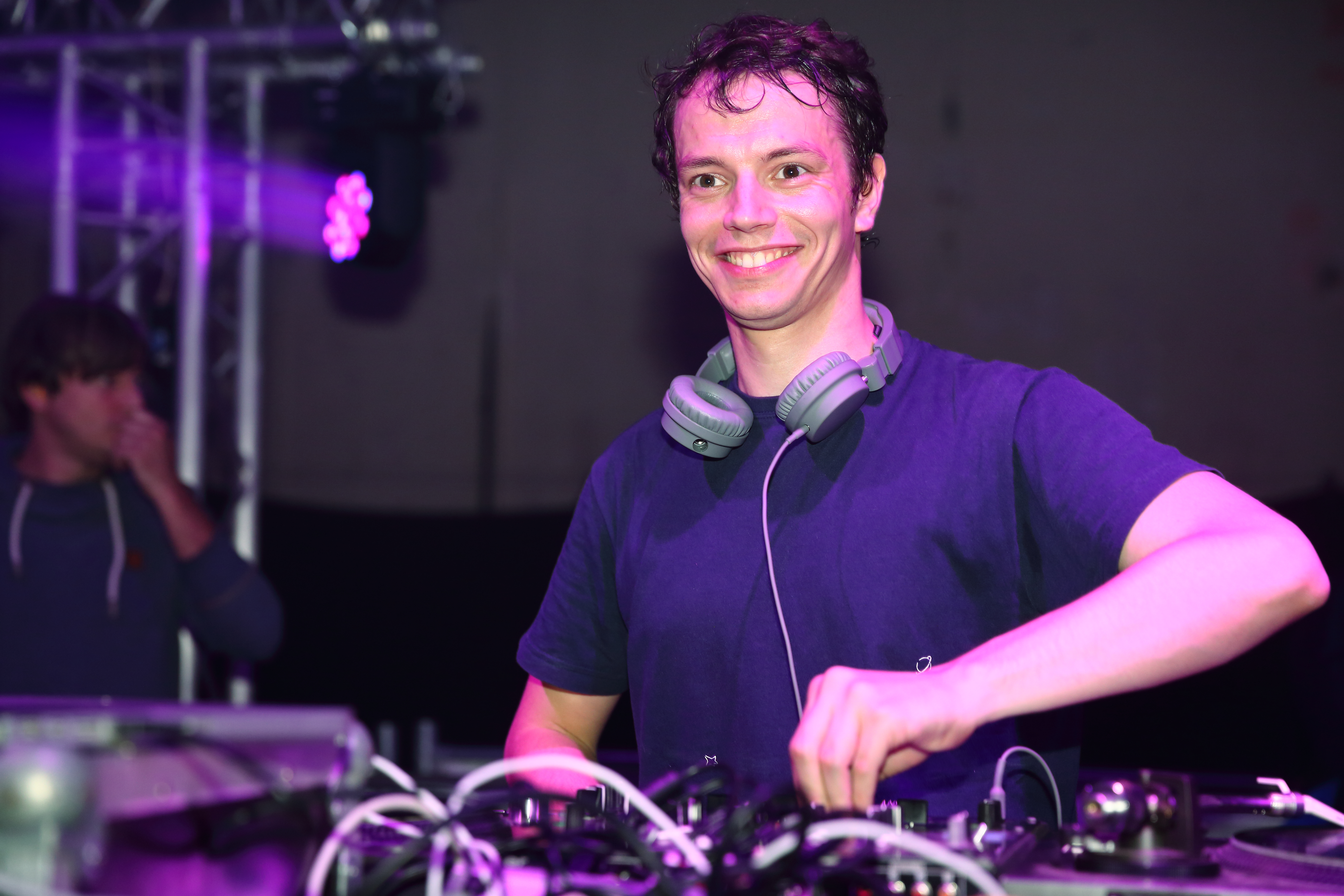
Alle Farben lors du festival Echelon de 2014

### Albums
- 2014 : Synesthesia - I Think in Colours
- 2016 : Music Is My Best Friend
- 2019 : Sticker on My Suitcase
- 2020 : Out of Space

### Singles

#### Artiste principal
- 2012 : Danse
- 2012 : Wunderbar
- 2013 : Tempelhof
- 2013 : Liebesgaben (featuring Norma)
- 2014 : She Moves (Far Away) (featuring Graham Candy)
- 2014 : Sometimes (featuring Graham Candy)
- 2015 : Get High (featuring Lowell)
- 2016 : My Ghost
- 2016 : Please Tell Rosie (featuring YouNotUs)
- 2016 : Bad Ideas
- 2017 : Little Hollywood (featuring Janieck)
- 2017 : Far Green (featuring Lahos)
- 2017 : Never Too Late (avec Sam Gray)
- 2017 : Sonoro (2018 Rework)
- 2017 : H.O.L.Y. (avec Rhodes)
- 2018 : Only Thing We Know (avec Kelvin Jones & YouNotUs)
- 2018 : Tempelhof (2018 Rework)
- 2018 : Fading (avec Ilira)
- 2019 : Walk Away (featuring James Blunt)
- 2019 : Different For Us (avec Jordan Powers)
- 2019 : As Far As Feelings Go (avec Justin Jesso)
- 2019 : The Night We Met
- 2020 : Follow You (featuring Alexander Tidebrink)
- 2020 : Kids (avec Vize featuring Graham Candy)
- 2020 : I Love My Friends (And My Friends Love Me) (avec Steve Aoki featuring Icona Pop)
- 2020 : Running Back To You (avec Martin Jensen & Nico Santos)
- 2021 : Lemon Tree (avec Fools Garden)
- 2021 : Sex (avec Theresa Rex)
- 2021 : Somewhere Over the Rainbow (What a Wonderful World) (avec Robin Schulz & Israel Kamakawiwoʻole)
- 2021 : Alright (featuring Kiddo)
- 2021 : 85 Minutes Of Your Love (avec Sebastian Fiztek featuring Hanne Mjøen)
- 2022 : Hands Up (avec Byor & Damien N-Drix)
- 2022 : Castle (avec Hugel featuring Fast Boy)
- 2022 : Music Sounds Better with You (avec Keanu Silva)
- 2022 : Let It Rain Down (avec PollyAnna)
- 2022 : Forgot How to Love (avec Moss Kena)
- 2022 : Freedom
- 2023 : I Need to Know (featuring Flynn)
- 2023 : My Life (avec Sick Individuals featuring The Runaway Club)
- 2023 : Apollo (avec Maurice Lessing)
- 2023 : Intersexion
- 2023 : It Burns
- 2023 : Revolution
- 2023 : Good Morning (avec Timmy Trumpet featuring YOU)
- 2023 : Wanna Dance (avec James Carter & Vargen)
- 2023 : Believe
- 2024 : Love Hurt Repeat (avec James Carter featuring Mae Muller)
- 2024 : Set You Free (avec Pink Panda & Benny Benassi featuring Dave Warren)
- 2024 : Dreams (avec Maurice Lessing featuring Emma Wells)
- 2024 : Enjoy the Silence (avec Maurice Lessing & Relova)
- 2024 : Lotus (Parookaville Anthem 2024)
- 2024 : Gonna Dance With Somebody (avec LUM!X & Noel Holler)
- 2024 : Call My Name (featuring Sofiloud)
- 2024 : SexyBack (TechnoBack) (avec Keanu Silva & Mono Schwarz)
- 2024 : Drum (avec Parov Stelar featuring Lena Sue)
- 2024 : Die Welt in allen Farben (featuring Heavent)

#### Artiste en featuring
- 2015 : Anna Naklab featuring Alle Farben & YouNotUs - Supergirl
- 2018 : Stefanie Heinzmann featuring Alle Farben - Build a House

### Remixes
2010
- Lan - 90s (Alle Farben Remix)

2011
- Rene Bourgeois - Tico (Alle Farben Remix)
- Lizzara & Tatsch - Trompa (Alle Farben Remix)

2012
- The Young Professionals - T.Y.P. D.I.S.C.O. (Alle Farben Remix)
- Drauf & Dran - Elise (Alle Farben Remix)
- Drauf & Dran - Pulp (Alle Farben Remix)
- Flapjacks - Mister Sandman (Alle Farben Remix)
- Ben Ivory - Better Love (Alle Farben Remix)
- Shemian - Classical Symphony (Alle Farben Remix)
- Ron Flatters - Herr Lonnert (Alle Farben Remix)
- K-Paul - Out of Control (Alle Farben Remix)
- Rainer Weichhold - Feeling High (Alle Farben Remix)
- Daughter - Youth (Alle Farben Remix)
- Dimitri Andreas - Eida (Alle Farben Remix)

2013
- L Kubic & Tagträumer² - The Only Thing In This World (Alle Farben Remix)
- Blitzkids Mvt. - Heart on the Line (Alle Farben Dub Remix)
- Parov Stelar - The Snake (Alle Farben Remix)
- Gabrielle Aplin - Home (Umami & Alle Farben Edit)
- Alice Francis - Gangsterlove (Alle Farben Remix)
- Boss Axis - Challenger (Alle Farben Remix)
- Mount Moriah - Lament (Alle Farben Edit)
- La Rochelle Band - Burning In My Soul (Umami & Alle Farben Edit)
- Romeofoxtrott - Memories (Alle Farben Remix)
- Elias - Kaputt (Alle Farben Remix)
- Bebetta - Herr Kapellmeister (Alle Farben Remix)
- Irie Révoltés - Residanse (Alle Farben Trumpet Remix)
- Tinush - Sandburg (Alle Farben Remix)

2014
- Lana Del Rey - West Coast (Alle Farben Remix)
- Berlin Comedian Harmonists - Hallo, was machst du heut', Daisy? (Alle Farben Remix)
- Goldfish - Moonwalk Away (Alle Farben Remix)
- Hundreds presented by Alle Farben - Our Past (Alle Farben Remix)
- Elvis Presley vs. Alle Farben - Shake That Tambourine (Alle Farben Remix)
- Cherub - Doses & Mimosas (Alle Farben Remix)
- MØ - Walk This Way (Alle Farben Remix)
- The Avener featuring Phoebe Killdeer - Fade Out Lines (Alle Farben Remix)

2015
- Heymen - If I Play Your Game (Alle Farben Remix)
- Heymen - If I Play Your Game (Alle Farben & YouNotUs Remix)
- Anna Naklab featuring Alle Farben & YouNotUs - Supergirl (Alle Farben Remix)
- Jonah - All We Are (Alle Farben Remix)
- Lexer featuring Belle Humble - Feels Like This (Alle Farben Remix)
- Mantra featuring Lydia Rhodes - Away (Alle Farben Remix)
- Floral - Need to Feel Loved (Alle Farben Remix)
- Northern Lite & Aka Aka & Thalstroem - Take My Time (Alle Farben Remix)
- Ante Perry & Moonbootica - Hold On (Alle Farben Remix)
- Mantu & Max Joni - And I (Alle Farben Remix)
- Buray - Istersen (Alle Farben Remix)

2016
- Teenage Mutants & Laura Welsh - Falling for You (Alle Farben Remix)
- Hooverphonic - Badaboum (Alle Farben Remix)
- Chasing Kurt - Dust & Flames (Alle Farben Remix)
- Reichelt & Raycoux - Blue (Alle Farben Remix)
- Curry & Krawall - The Soul Condor (Alle Farben Remix)
- Buray - Istersen (Alle Farben Remix)
- Alle Farben featuring YouNotUs - Please Tell Rosie (Alle Farben Old School Remix)
- Alle Farben featuring YouNotUs - Please Tell Rosie (YouNotUs & Alle Farben Remix)

2017
- Julien Doré - Coco câline (Alle Farben Remix)
- Moguai featuring Cheat Codes - Hold On (Alle Farben Remix)
- Jake Isaac - Long Road (Alle Farben Remix)
- I'm Not A Band - Crazy (Alle Farben Remix)
- In Lonely Majesty - Sing in the Dark (Alle Farben Remix)
- Jaded - In the Morning (Alle Farben Remix)
- MIA - Tanz der Moleküle (Alle Farben 2017 Remix)

2018
- Janieck - Does It Matter (Alle Farben Remix)
- Robin Schulz & Marc Scibilia - Unforgettable (Alle Farben Remix)
- Matoma featuring MAX - Lonely (Alle Farben Remix)
- Billy Locket - Feels So Good (Alle Farben Remix)
- Colin Mags - Bodies in a Room (Alle Farben Remix)
- Lenny & K-Paul featuring Richard Judge - RAVERohneENDE (Alle Farben Remix)
- Marc Scibilia & Stadiumx - Those Were the Days (Alle Farben Remix)
- Lauv featuring Julia Michaels - There's No Way (Alle Farben Remix)
- Years and Years - All For You (Alle Farben Remix)
- Mahmut Ohran featuring Colonel Bagshot - 6 Days (Alle Farben Remix)
- Rudimental featuring Tom Walker - Walk Alone (Alle Farben Remix)
- Alle Farben featuring Graham Candy - She Moves (Far Away) (2018 Club Mix)
- Alle Farben & Ilira - Fading (Alle Farben Club Mix)

2019
- Marvin Aloys & Aniff Akinola - Lipstick in My Bed (Alle Farben Remix / Club Remix)
- Deepend - Only Love (Alle Farben Remix)
- Zara Larsson - Don't Worry Bout Me (Alle Farben Remix)
- Khalid - Talk (Alle Farben Remix)
- Topic featuring Nico Santos - Home (Alle Farben Remix)
- Gavin James - Always (Alle Farben Remix)
- TRØVES - Higher Than the Moon (Alle Farben Remix)
- Sarah Connor - Vincent (Alle Farben Remix)
- Martin Jensen & James Arthur - Nobody (Alle Farben Remix)
- Bakermat featuring Alex Clare - Learn to Lose (Alle Farben Remix)
- Plastik Funk - Find Your Way (Alle Farben Edit)
- Broken Back - One By One (Alle Farben Remix)
- Mousse T. - Boyfriend (Alle Farben Remix)
- Hypanda & IA - Gotta Let Go (Alle Farben Remix)

2020
- Sarah Muldoon & Graham Candy - Stronger Than Before (Alle Farben Remix)
- Martin Garrix featuring Clinton Kane - Drown (Alle Farben Remix)
- The Underdog Project - Summer Jam (Alle Farben Remix)
- Jeremy Loops - Mortal Man (Alle Farben Remix)
- Wave Wave featuring Joel Crouse - Broke (Alle Farben Remix)
- Ofenbach & Quarterhead featuring Norman Jean Martine - Head Shoulders Knees & Toes (Alle Farben Remix)
- Little Mix - Melody (Alle Farben Remix)
- JC Stewart - I Need You to Hate Me (Alle Farben Remix)
- MTRS - Cali High (Alle Farben Remix)

2021
- Marshmello & Imanbek featuring Usher - Too Much (Alle Farben Remix)
- Alle Farben & Fools Garden - Lemon Tree (Alle Farben & FRDY VIP Mix)
- Jubël - Weekend Vibe (Alle Farben Remix)
- R3hab & Jolin Tsai - Stars Align (Alle Farben Remix)
- Tom Gregory - River (Alle Farben Remix)
- Ed Sheeran - Overpass Graffiti (Alle Farben Remix)
- Laurell - Habit (Alle Farben Remix)

2022
- Alok featuring John Martin - Wherever You Go (Alle Farben Remix)
- Joel Corry & David Guetta & Bryson Tiller - What Would You Do? (Alle Farben Remix)
- Tom Walker - Serotonin (Alle Farben Remix)
- Nathan Dawe featuring Ella Henderson - 21 Reasons (Alle Farben Remix)
- Alle Farben & Moss Kena - Forgot How to Love (VIP Mix)

2023
- Alle Farben featuring Flynn - I Need to Know (VIP Mix)
- A R I Z O N A - Moving On (Alle Farben Remix)
- Bebe Rexha & Snoop Dogg - Satellite (Alle Farben Remix)
- Lahos & Graham Candy - Sunshine (Alle Farben Remix)
- James Blunt - Beside You (Alle Farben Remix)
- Noonoori - Dominoes (Alle Farben Remix)
- Roxette - Listen to Your Heart (Alle Farben Remix)
- Stadiumx & Sam Martin & Azahriah - Heaven (Alle Farben Remix)
- Alle Farben & James Carter & Vargen - Wanna Dance (Alle Farben VIP Mix)
- Blanka - Rodeo (Alle Farben Remix)

2024
- Alle Farben & Lewis Thompson featuring Mae Muller - Love Hurt Repeat (VIP Mix)
- Parov Stelar - Pink Electric Shoes (Alle Farben Remix)
- Alle Farben featuring Sofiloud - Call My Name (VIP Mix)